# Renault en Turismo Competición 2000

Desde su aparición en el año 1982, la firma francesa Renault participó en el TC 2000, ostentando la marca de 8 títulos obtenidos de manera consecutiva. Su participación dentro de la categoría en forma oficial tuvo dos etapas: De 1982 a 1995 y de 2004 a la actualidad.

Renault es una firma francesa, fabricante de automóviles de turismo de gran reconocimiento a nivel mundial, en lo comercial como en lo deportivo. En esta última rama, tuvo un gran destaque participando en diferentes categorías de nivel mundial y en especial en la República Argentina a través de la filial nacional, donde además de participar en diversas divisionales, se destacó principalmente en el Turismo Competición 2000, donde es una de las marcas más ganadoras con 8 títulos consecutivos. Es portadora de varios récords dentro de los mismos, como por ejemplo, ser la marca más campeona de manera consecutiva o el modelo más campeón de la categoría, entre otros. Además es una de las marcas más populares del ambiente, enfrentándose a terminales como Ford, Chevrolet y Volkswagen, sus rivales por excelencia.
Tanto su pasado en el TC 2000 como en otras categorías tiene una historia muy importante por detrás. En Argentina, Renault sucedió a la marca IKA (creadora del modelo IKA Torino, multicampeón de Turismo Carretera). Tras la desaparición de esta a comienzos de la década del '80, la filial francesa tomó las riendas del tándem IKA-Renault para constituir Renault Argentina S.A.
En las décadas de 1980 y 1990, Juan María Traverso logró seis títulos en el TC 2000 con la Renault Fuego, a la vez que Silvio Oltra y Miguel Ángel Guerra también fueron campeones. Luego triunfaron, entre otros, Miguel Etchegaray y Luis Belloso con el Renault 19, Guillermo Ortelli y Matías Rossi con el Renault Mégane, y Leonel Pernía y Emiliano Spataro con el Renault Fluence, aunque ninguno de ellos logró títulos.

## Historia
Renault era una marca que se encontraba muy emparentada con las carreras de rally en el país, siendo el Renault 12 y el Renault 18 los estandartes en esa disciplina. En 1984, cuando surgió la idea de hacer incursionar a la marca en el TC 2000, hizo su presentación el R-18. Este coche demostró alta competitividad en los circuitos donde corría. Fue así que los directivos de Renault decidieron confiarle la dirección del proyecto a un viejo conocido de la marca: Oreste Berta fue el elegido por Renault para dirigir al nuevo equipo, rememorando las viejas épocas del equipo IKA de TC, que tenían al Mago de Alta Gracia como preparador de los Torino. Precisamente, Renault debía continuar el precedente dejado por el Torino, y esta fue la mejor manera.
Con la aparición del R-18 en pista, se produjo un hecho que cambió la historia y el rumbo de la categoría: el debut de la tracción delantera. El final de año encontraba a los R-18 peleando de igual a igual con los coches de tracción trasera que dominaban el panorama de ese entonces. Sin embargo, no fue hasta 1986 que Renault obtuvo su primer gran alegría. Pero ese año debutaría un nuevo producto, que pasó a ser uno de los mejores coches de la categoría, iniciando una verdadera época de oro: comenzaba la era de la cupé Renault Fuego.

### La era de Traverso y la cupé Fuego
En 1986, Renault decide cambiar de modelo, haciendo su presentación en el equipo oficial el Renault Fuego, en lugar del R-18. Su aerodinámica y la preparación de su motor fueron los ingredientes clave en la obtención del primer campeonato de TC 2000 de la marca, en manos de Juan María Traverso. Al año siguiente, el equipo oficial no obtuvo el título, pero sí una cupé Fuego. El vencedor fue el piloto Silvio Oltra quien, bajo la atención de un equipo particular (Benavídez Competición), consiguió doblegar a la escudería oficial con un modelo similar. A partir del año siguiente (1988) todo sería un monólogo del equipo oficial Renault y la Fuego. Juan María Traverso obtuvo el título de ese año, mientras que su compañero Miguel Ángel Guerra ganó el de 1989. Los siguientes 5 años serían todos de Traverso, completando así la gran faena del equipo oficial.

### El recambio y el retiro
En 1994, Renault continúa confiando sus coches a Oreste Berta, pero esta vez también apuesta a renovar el modelo, haciendo debutar en pista a los nuevos Renault 19. Las Fuego, sin embargo, seguirían compitiendo en manos de pilotos particulares pero sin resultados de importancia. Ya sin Traverso en el equipo, la alineación titular del equipo llevó a Miguel Ángel Etchegaray y a Luis Belloso. Ese año el TC2000 vive una etapa de renovación de su parque con las apariciones del Peugeot 405, el Fiat Tempra y el Ford Escort. El R-19 fue de todos estos el que más rápido evolucionó y si bien no consigue pelear el campeonato plenamente, consiguió algunas victorias de la mano de Belloso. En 1995, los Renault 19 mostraron un alto rendimiento deportivo con Etchegaray y Daniel Cingolani, peleando de igual a igual contra el nuevo equipo Peugeot, con Traverso a la cabeza. Cingolani obtendría el subcampeonato de ese año.
Sin embargo, en 1996 Renault decidió retirar su apoyo oficial al equipo de TC 2000, centrando esfuerzos solo en las fórmulas Renault Elf y Súper Renault, además de participar en el Campeonato Argentino de Rally con dos Clio Williams. A su vez, el Berta Sport continuaría trabajando por su cuenta con los Renault 19, hasta 1997.

### El retorno de la marca a la categoría
Después de siete años de ausencia, Renault volvió al TC 2000. A partir de la renovación del reglamento en 2004 se volvió a ver un modelo de la marca en la categoría, en este caso el Mégane 4 puertas. Inicialmente, la representación fue en forma semioficial, llevando los coches la preparación del equipo de Luis Belloso. En el año 2005, el Belloso Motorsport obtiene finalmente la representación oficial de la marca en la categoría.
En 2006, la fábrica cambia de rumbo y contrató al EF Racing para la preparación de los autos. Este equipo, que en 2005 se encontraba desarrollando el Peugeot 307, mantuvo en su alineación titular a sus pilotos, que en este caso fueron el múltiple campeón de Turismo Carretera Guillermo Ortelli y Aníbal Zaniratto. Sin embargo, por problemas personales, Zaniratto se retiró a mitad de año dejando su butaca al joven Lucas Benamo, proveniente de la Fórmula Renault.
Para el año 2007, el equipo incorporó a Emiliano Spataro (de una gran temporada en el Sportteam con su Volkswagen Bora) y mantuvo a Guillermo Ortelli, con el fin de conseguir una victoria luego de 10 años, que a lo largo de la temporada se les hizo esquiva.
En el año 2008, Renault sacudió al TC 2000 con la contratación del flamante bicampeón Matías Rossi, quien se sumó a la alineación titular junto a Ortelli en reemplazo de Spataro. El equipo demuestra su potencial con un excelente arranque, pero con el correr de la temporada el nivel demostrado comienza a mermar, perdiendo el campeonato a manos de Honda. A pesar de que Ortelli obtiene el subcampeonato, finalmente se aleja de la estructura junto al ingeniero Guillermo Kissling, director técnico del equipo.
En 2009, los destinos de Renault y Oreste Berta indirectamente volverían a cruzarse, debido a que la categoría decidió la implementación de motores genéricos para todas las marcas con el fin de abaratar costos. Con la salida de Ortelli, Renault suma al novato Néstor Girolami, quien asciende de las Fórmulas para acompañar a Matías Rossi. El nivel demostrado por el equipo resulta aceptable, llegando Rossi a ganar una competencia y Girolami demostrando todo su potencial arriba del vehículo.
Para 2010, Renault nuevamente mueve el libro de pases al contratar al excampeón Juan Manuel Silva, fuera de Honda luego de 12 años y envuelto en una gran polémica con directivos de la escudería y con su excompañero de equipo José María López. Con la llegada de Silva a Renault, Girolami es contratado por Honda, en un aparente intercambio de butacas con el chaqueño. Una convalecencia de Rossi y la elección errónea del rumbo técnico con Silva hacen que 2010 termine siendo para el olvido, cosechando un solo triunfo y una gran cantidad de deserciones.

### Llega el Fluence
A finales de 2010, Renault dio a conocer detalles de su plan para encarar la temporada 2011. Se anuncia el arribo del campeón 2010 de TC Pista, Mauro Giallombardo, así como el regreso de Guillermo Ortelli al equipo oficial. A su vez, se desvincularon Rossi, que pasó a formar parte del Toyota Team Argentina, y Silva, que fue contratado por el equipo HAZ YPF Ford. Las novedades también alcanzaron al vehículo, ya que el Renault Mégane II fue reemplazado por el Renault Fluence, modelo de fabricación nacional que fuera presentado en Argentina el 24 de noviembre de 2010 y sobre el cual ya se habían efectuado las primeras pruebas de desarrollo.
Sportteam, equipo campeón de Top Race V6, se incorporó al TC2000 como escudería semioficial Renault, también con dos unidades Fluence conducidas por Guido Falaschi y Martín Serrano. Al mismo tiempo, el equipo Vitelli Competición de Roberto Vitelli se presentaría a competir con dos Mégane II sin apoyo oficial, los cuales le fueron confiados a los pilotos Eduardo Bracco (campeón 2010 de la Fiat Linea Competizione) y Sebastián Martínez, totalizando 6 unidades de la marca del rombo.
Ese año, el desempeño sería aceptable, logrando dos victorias repartidas entre Ortelli y Falaschi. Sin embargo la tragedia enlutaría al equipo, ya que el 13 de noviembre de 2011 Falaschi perdería la vida en una competencia de Turismo Carretera, en el Autódromo Juan Manuel Fangio de la ciudad de Balcarce.

### Cambios de aire
En el año 2012 se estrenó el Súper TC 2000, divisional creada por el Turismo Competición 2000, con nuevos conceptos tecnológicos implementados en sus unidades. Asimismo, el TC 2000 en su formato original continuaría compitiendo, pero como una categoría de aprendizaje para arribar a la nueva divisional.
Entretanto, nuevos destinos asomaban en el horizonte para la marca del rombo, al conocerse el cambio de representante oficial para este año. Luego de seis años de representación, Edgardo Fernández anunciaba su retiro y el de su equipo de la representación oficial de Renault. Su lugar lo tomó el equipo RAM Racing, propiedad en conjunto de Victor Rosso, Marcelo Ambrogio y Leonardo Monti, quienes arribaban a la casa francesa luego de más de una década representando a la firma japonesa Honda. Asimismo, a la estructura de Renault se sumaba la Escudería Río de la Plata, la cual llevaba un largo período colaborando con el equipo RAM como escudería semioficial. Este equipo oficiaría de escudería satélite dentro del Súper TC 2000 y a su vez tomaría a su cargo la representación oficial de la división en el TC 2000.
Si bien el equipo lejos estuvo de acercarse en performance al Toyota Team Argentina y al PSG-16 Team, entre los cuales se dirimiría el título de ese año, el nuevo equipo Renault pudo alzarse con el campeonato de equipos, trofeo puesto en juego a partir de ese mismo año.
Tras la finalización del campeonato 2013, tanto Víctor Rosso como su socio Leonardo Monti anunciaron su partida del equipo oficial Renault del Súper TC 2000, separándose de la sociedad para el desarrollo de un nuevo emprendimiento dentro del TC 2000. La representación oficial de la marca del rombo, como así también el equipo de trabajo del ex-RAM Racing, pasarían a manos del tercer socio,  Marcelo Ambrogio, quien asume el control total del Renault Lo Jack Team. Bajo su dirección, el equipo se presenta en el año 2014 con el mismo plantel de trabajo, también repitiendo la misma plantilla de pilotos al comando de sus unidades Renault Fluence. Una vez más, Leonel Pernía, Guillermo Ortelli, Emiliano Spataro y Fabián Yannantuoni oficiaron como defensores de la marca.  
En el año 2015, Ortelli se aleja del STC2000, mientras que Pernía y Spataro conservan sus butacas, a quienes se suma Agustín Calamari. Este último abandona el team a mediados de año, siendo sustituido por Ignacio Julián. Además, el Sportteam vuelve a las huestes del rombo secundando a la estructura de Ambrogio, con Christian Ledesma y Facundo Della Motta para contabilizar un total de cinco unidades en pista.
Por otra parte, dentro del TC 2000, la marca continuaría compitiendo, pero sin apoyar oficialmente a ninguna escudería. Es este contexto, el equipo Vitelli Competición volvería a las pistas reemplazando las unidades Renault Mégane II utilizadas el año anterior por nuevos Renault Fluence. Asimismo, el equipo JM Motorsport también recurriría a las mismas armas, cambiando al mismo tiempo de marca al tomar a Renault por Volkswagen. Por último, el mencionado equipo RAM Racing de Víctor Rosso y Leonardo Monti presenta un plantel de cuatro unidades, siendo una de ellas un Renault Fluence. El esquema se mantendrá en 2013, 2014 y 2015, con la representación particular del JM Motorsport y el Vitelli Competición.

### Actualidad
En 2016, Renault dispone un programa especialmente enfocado a la obtención de los títulos de Súper TC 2000 en juego, objetivo esquivo desde hace más de 20 años. Para ello, establece el acondicionamiento de seis Fluence GT, siendo la terminal con mayor cantidad de vehículos bajo su órbita. Tres son responsabilidad del Ambrogio Racing, con la conducción de Facundo Ardusso, Leonel Pernía e Ignacio Julián; y los tres restantes a cargo del Sportteam, destinados a Emiliano Spataro, Christian Ledesma y Germán Sirvent. La marca fue la gran dominadora durante la mayor parte del año, sin embargo, la falta de un lineamiento específico en la estrategia deportiva hizo que a finales de temporada ninguno de los pilotos de la marca aspirantes al título tuviera chances, y Agustín Canapino terminó llevándose el campeonato de pilotos. Renault Sport, en tanto, se quedó con el título de marcas y equipos.
Para evitar que se repitiese la experiencia anterior, la escudería incorporó a Miguel Ángel Guerra como director deportivo desde 2017. Se mantiene el esquema de dos estructuras con tres autos cada una: Pernía, Ardusso y Julián bajo el Ambrogio Racing; y Spataro, Luis José Di Palma (en reemplazo de Ledesma) y Sirvent bajo el Sportteam. Poco después de mitad de año, Sirvent puso en pausa su carrera deportiva y se alejó del equipo, dejando a Renault con cinco autos para el resto de la temporada.
Por otra parte, el joven TC 2000 mantuvo su formato luego de la aparición del Súper TC 2000, y el Ambrogio Racing también continuó su participación en la ahora divisional menor. Luego de quedar a las puertas del título en 2016, se tomó revancha en 2017 con Manuel Luque, quien se consagró campeón en forma anticipada con una apabullante estadística: cuatro victorias en diez finales, nueve podios y trece ingresos al top ten en dieciocho carreras, siete pole positions y once récords de vuelta. De esta manera Renault Sport se consagra por primera vez en el joven TC 2000, y pone fin a una racha de 24 años sin conquistas en el automovilismo nacional. Luque se suma al grupo de campeones con el Rombo, que ya integran Guerra, Juan María Traverso y Silvio Oltra.
Después de la coronación en TC 2000, a Renault le quedaba otro gran desafío por delante, la definición del título de STC 2000. Finalmente Ardusso pudo desquitarse por el resultado del año anterior y se convirtió en el nuevo monarca de la división mayor gracias a tres triunfos, siete podios, siete pole positions y tres récords de vuelta en trece competencias. En consecuencia, el santafesino entró en la historia al lograr su primer campeonato en forma personal en la categoría y también por darle a la marca su primer lauro en Súper TC 2000, además de adueñarse del certamen de equipos.
En 2018, la casa francesa luce el 1 en el Fluence GT de Facundo Ardusso, con una importante reestructuración. Renault decide poner fin al formato de dos estructuras bajo el patrocinio de la terminal, por lo que el equipo Sportteam se desvincula y el Ambrogio Racing conserva la titularidad como proveedor técnico. Cuatro autos disputan el presente certamen: el del campeón, el de Leonel Pernía, el de Emiliano Spataro (que se reincorpora al grupo de Ambrogio tras su paso al Sportteam) y el de Martín Moggia, que se suma como cuarto piloto en esta temporada. Al cabo de este año, el conjunto se erige como el imbatible del certamen: Ardusso logra el bicampeonato, mientras que Renault se queda con la corona entre los equipos y las marcas.

## Estadísticas

### Modelos
| Automóvil                | Período                  | Motores                            | Victorias                | Campeonatos (Años)                                 |
| Turismo Competición 2000 | Turismo Competición 2000 | Turismo Competición 2000           | Turismo Competición 2000 | Turismo Competición 2000                           |
| ------------------------ | ------------------------ | ---------------------------------- | ------------------------ | -------------------------------------------------- |
| Renault 18               | 1984-1985                | Renault 2.0 8V                     | 4                        | -                                                  |
| Renault Fuego            | 1985-1995                | Renault 2.0 8v                     | 54                       | 8 (1986, 1987, 1988, 1989, 1990, 1991, 1992, 1993) |
| Renault 21               | 1992 1994                | Renault J7R 2.0 8v                 | 0                        | -                                                  |
| Renault 19               | 1994-1997                | Renault F3P 1.8 8v                 | 11                       | -                                                  |
| Renault Mégane I         | 2004-2008                | Renault F4R 2.0 16v Sodemo 2.0 16v | 3                        | -                                                  |
| Renault Mégane II-Berta  | 2009-2013                | Duratec by Berta 2.2 16v           | 4                        | -                                                  |
| Renault Fluence-Berta    | 2011-presente            | Duratec by Berta 2.2 16v           | 8                        | 1 (2017)                                           |
| Súper TC 2000            |                          |                                    |                          |                                                    |
| Renault Fluence-RPE      | 2011-presente            | RPE V8 2.7                         | 23                       | 2 (2017, 2018)                                     |

### Victorias
| Victorias                | Fecha                                   | Piloto                   | Modelo                   |
| Turismo Competición 2000 | Turismo Competición 2000                | Turismo Competición 2000 | Turismo Competición 2000 |
| ------------------------ | --------------------------------------- | ------------------------ | ------------------------ |
| Primera Victoria         | 1984 - 3.ª Fecha - Rafaela              | Jorge Emilio Serafini    | Renault 18               |
| Última Victoria          | 2017 - 12.ª Fecha - Buenos Aires        | Mariano Pernía           | Renault Fluence          |
| Súper TC 2000            |                                         |                          |                          |
| Primera Victoria         | 2012 - 11.ª Fecha - Salta               | Leonel Pernía            | Renault Fluence          |
| Última Victoria          | 2019 - 4.ª Fecha - Autódromo de Rosario | Facundo Ardusso          | Renault Fluence          |

### Campeonatos
| #                        | Año                      | Piloto                   | Automóvil                | Victorias en ese año     |
| Turismo Competición 2000 | Turismo Competición 2000 | Turismo Competición 2000 | Turismo Competición 2000 | Turismo Competición 2000 |
| ------------------------ | ------------------------ | ------------------------ | ------------------------ | ------------------------ |
| 1                        | 1986                     | Juan María Traverso      | Renault Fuego            | 4                        |
| 2                        | 1987                     | Silvio Oltra             | Renault Fuego            | 3                        |
| 3                        | 1988                     | Juan María Traverso      | Renault Fuego            | 4                        |
| 4                        | 1989                     | Miguel Ángel Guerra      | Renault Fuego            | 2                        |
| 5                        | 1990                     | Juan María Traverso      | Renault Fuego            | 4                        |
| 6                        | 1991                     | Juan María Traverso      | Renault Fuego            | 4                        |
| 7                        | 1992                     | Juan María Traverso      | Renault Fuego            | 5                        |
| 8                        | 1993                     | Juan María Traverso      | Renault Fuego            | 5                        |
| 9                        | 2017                     | Manuel Luque             | Renault Fluence          | 4                        |

| #             | Año           | Piloto          | Automóvil       | Victorias en ese año |
| Súper TC 2000 | Súper TC 2000 | Súper TC 2000   | Súper TC 2000   | Súper TC 2000        |
| ------------- | ------------- | --------------- | --------------- | -------------------- |
| 1             | 2017          | Facundo Ardusso | Renault Fluence | 3                    |
| 2             | 2018          | Facundo Ardusso | Renault Fluence | 4                    |

### Pilotos ganadores
| #                        | Piloto                   | Automóvil                | Cantidad de victorias    | Años con la marca        |
| Turismo Competición 2000 | Turismo Competición 2000 | Turismo Competición 2000 | Turismo Competición 2000 | Turismo Competición 2000 |
| ------------------------ | ------------------------ | ------------------------ | ------------------------ | ------------------------ |
| 1                        | Jorge Emilio Serafini    | Renault 18               | 2                        | 1982-1995                |
| 1                        | Jorge Emilio Serafini    | Renault Fuego            | -                        | 1982-1995                |
| 2                        | Juan María Traverso      | Renault 18               | 2                        | 1985-1993                |
| 2                        | Juan María Traverso      | Renault Fuego            | 35                       | 1985-1993                |
| 3                        | Ernesto Bessone II       | Renault Fuego            | 1                        | 1985                     |
| 4                        | Ernesto Mario Soto       | Renault Fuego            | 1                        | 1986-1987                |
| 5                        | Osvaldo Abel López       | Renault Fuego            | 3                        | 1986-1988 1994           |
| 6                        | Silvio Oltra             | Renault Fuego            | 5                        | 1986-1989                |
| 7                        | Juan Pablo Zampa         | Renault Fuego            | 1                        | 1986-1994                |
| 8                        | Miguel Ángel Etchegaray  | Renault 18               | -                        | 1986-1995                |
| 8                        | Miguel Ángel Etchegaray  | Renault Fuego            | 2                        | 1986-1995                |
| 8                        | Miguel Ángel Etchegaray  | Renault 19               | 4                        | 1986-1995                |
| 9                        | Miguel Ángel Guerra      | Renault 18               | -                        | 1987-1990                |
| 9                        | Miguel Ángel Guerra      | Renault Fuego            | 3                        | 1987-1990                |
| 10                       | Gustavo Der Ohanessian   | Renault Fuego            | 1                        | 1987-1992                |
| 11                       | Luis Alberto Belloso     | Renault Fuego            | 2                        | 1989-1997 2004-2005      |
| 11                       | Luis Alberto Belloso     | Renault 19               | 3                        | 1989-1997 2004-2005      |
| 11                       | Luis Alberto Belloso     | Renault Mégane I         | -                        | 1989-1997 2004-2005      |
| 12                       | Daniel Cingolani         | Renault 19               | 2                        | 1995                     |
| 13                       | Omar José Martínez       | Renault 19               | 2                        | 1996                     |
| 14                       | Guillermo Javier Ortelli | Renault Mégane I         | 1                        | 2006-2008 2011           |
| 14                       | Guillermo Javier Ortelli | Renault Fluence          | 2                        | 2006-2008 2011           |
| 15                       | Matías Rossi             | Renault Mégane I         | 2                        | 2008-2010                |
| 15                       | Matías Rossi             | Renault Mégane II        | 2                        | 2008-2010                |
| 16                       | Guido Martín Falaschi    | Renault Fluence          | 1                        | 2011                     |
| 17                       | Ignacio Julián           | Renault Fluence          | 1                        | 2012                     |
| 18                       | Facundo Della Motta      | Renault Fluence          | 1                        | 2012                     |
| 19                       | Federico Carabetta       | Renault Fluence          | 1                        | 2012                     |
| 20                       | Mario Gerbaldo           | Renault Fluence          | 1                        | 2013                     |
| 21                       | Julián Santero           | Renault Mégane II        | 2                        | 2013                     |
| 22                       | Luciano Farroni          | Renault Fluence          | 1                        | 2013                     |
| 23                       | Matías Galetto           | Renault Fluence          | 1                        | 2014                     |
| 24                       | Manuel Luque             | Renault Fluence          | 4                        | 2016-2017                |
| 25                       | Mariano Pernía           | Renault Fluence          | 1                        | 2016-2018                |
| Súper TC 2000            |                          |                          |                          |                          |
| 1                        | Leonel Pernía            | Renault Fluence          | 7                        | 2012-presente            |
| 2                        | Emiliano Spataro         | Renault Fluence          | 4                        | 2012-presente            |
| 3                        | Fabián Yannantuoni       | Renault Fluence          | 1                        | 2012-2015                |
| 4                        | Facundo Ardusso          | Renault Fluence          | 11                       | 2016-presente            |